# Mercedes-Benz X164
Il Mercedes-Benz Classe X164 è la prima generazione della cosiddetta Classe GL, un SUV di lusso prodotto dalla casa automobilistica tedesca Mercedes-Benz dal 2006 al 2012.

## Storia e profilo

### Debutto
Concepita espressamente per il mercato statunitense, ed in particolare per fronteggiare in maniera più diretta i SUV extra-large d'oltreoceano, la X164 è stata presentata per la prima volta al pubblico nel gennaio del 2006 al Salone di Detroit.

Ma la GL X164 aveva già al suo debutto non poche carte da giocare anche nel Vecchio Continente, dove da circa un anno era già stata avviata la commercializzazione di un altro SUV extra-large, l'Audi Q7.

Le indiscrezioni precedenti la sua presentazione indicavano il nuovo veicolo della Casa tedesca come un erede della pluridecennale Classe G, ma in realtà finì per costituire un lussuoso SUV, anziché un fuoristrada duro e puro. Tale novità avrebbe occupato una fascia di mercato posta un gradino più in alto rispetto alla Classe M W164, dalla quale riprese la base meccanica, mentre la vecchia Classe G sarebbe rimasta regolarmente in listino.

#### Design ed interni
Per fronteggiare la concorrenza, costituita principalmente dai grandi SUV statunitensi, la Classe GL X164 presenta un corpo vettura più grande ed imponente rispetto alla ML con essa imparentata, grazie anche al passo aumentato di 16 cm. In generale, le linee sono più squadrate, sia anteriormente che posteriormente. Il frontale è caratterizzato dai grandi fari trapezoidali che nel loro lato superiore seguono il profilo del cofano motore in corrispondenza delle nervature più esterne che lo percorrono longitudinalmente, così come quelle più interne, che invece sono il prolungamento all'indietro dei due lati della grande calandra. Essa è dotata di due grossi listelli orizzontali cromati in mezzo ai quali campeggia il grande stemma della "stella a tre punte". Il cofano è inoltre caratterizzato da due bombature longitudinali sullo stile di alcune sportive della Casa tedesca. Il paraurti è composto da tre prese d'aria: due laterali, che integrano anche i fendinebbia, ed una centrale, sotto la quale è fissata una piastra paracolpi. La fiancata mostra tutta l'imponenza della vettura, dando anche un'impressione di solidità, robustezza e praticità. Balzano all'occhio le barre portatutto sul tetto, ma anche l'accentuato sbalzo posteriore, che coincide con il fatto di disporre di un vasto vano bagagli e di un abitacolo assai spazioso. Linee squadrate anche per la coda, dove spiccano i fari a forma pentagonale irregolare, che in parte sconfinano nella zona laterale. È visibile inoltre in basso un'altra piastra paracolpi, ma anche un piccolo spoiler appena accennato sulla sommità del portellone del vano bagagli.

Come già anticipato, l'abitacolo della GL X164 è assai spazioso, grazie all'interasse allungato, ma anche grazie agli sbalzi aumentati, in particolare quello posteriore. Delle tre vetture nate su questo pianale, la GL è l'unica a offrire i sette posti, oltretutto mantenendo anche in questo caso una discreta capacità di carico, pari a 300 litri. Ma abbattendo i due sedili posteriori si arriva già a 1.240 litri, che salgono a 2.300 eliminando anche il divano centrale. Di serie, però, la GL offre solo cinque posti: la terza fila di sedili è infatti ottenibile a richiesta. L'unico neo, peraltro comprensibile su una vettura di tale stazza, è dato dall'accesso all'abitacolo, reso poco agevole dall'elevata altezza da terra. La plancia presenta finiture di pregio e ottima qualità dei materiali utilizzati. È dotata di un gran numero di pulsanti, ma anche di un grande display per le informazioni di bordo o anche come parte integrante del sistema hi-fi multimediale. Tornando ai sedili, essi sono in pelle concuciture a vista e sono del tipo Multicontour, cioè con regolazioni multiple della rigidità dello schienale.

#### Struttura e meccanica
La GL X164 nasce sul pianale dell'altro SUV Mercedes alta di gamma, la ML W164, pianale condiviso anche con il crossover R W251. La scocca è del tipo a deformazione programmata, in maniera tale da cedere anche in caso di impatto con un pedone. Il sottoscocca risulta poi provvisto di rinforzi e protezioni per il motore ed il cambio. La stabilità del corpo vettura su strada è garantito dal dispositivo ESP e dal controllo di trazione. 

Le sospensioni sfruttano la tecnologia AIRMATIC, già montata su altri modelli alto di gamma della Casa tedesca: qui l'avantreno a doppi bracci trasversali ed il retrotreno multilink sono integrati con elementi elastici di tipo pneumatico al posto delle tradizionali molle elicoidali, elementi accoppiati ad ammortizzatori idraulici. Il tutto è gestito elettronicamente in funzione del tipo di terreno affrontato e della velocità di marcia. In questo modo, la vettura può affrontare viaggi confortevoli, ma anche esperienze off-road di tipo impegnativo, ed è allo stesso tempo in grado di superare guadi fino a 600 mm di profondità. L'impianto frenante utilizza dischi autoventilanti da 350 mm all'avantreno e dischi pieni da 330 mm al retrotreno, controllati dal sistema ABS e dall'assistente BAS alla frenata d'emergenza. L'impronta a terra è garantita da pneumatici con battistrada da 275 mm su cerchi in lega da 18 a 20 pollici di diametro. Lo sterzo è del tipo a cremagliera, con servosterzo elettrico.

Al suo esordio, la GL X164 era disponibile nelle seguenti motorizzazioni:
- GL 450 V8, con motore V8 da 4663 cm³ e 340 CV di potenza massima;
- GL 500 V8, con motore V8 da 5461 cm³ e 388 CV di potenza massima;
- GL 320 CDI, con motore V6 turbodiesel common rail da 2987 cm³ e 224 CV di potenza massima;
- GL 420 CDI, con motore V8 turbodiesel common rail da 3996 cm³ e 306 CV di potenza massima.

Per tutte le motorizzazioni, la trasmissione è affidata ad un cambio automatico 7G-Tronic a 7 rapporti. La trazione integrale permanente di serie segue la già ampiamente collaudata formula 4Matic, con ripartitore della coppia motrice tra i due assi e da una ruota all'altra dello stesso asse, ripartizione ottenuta affidando all'elettronica sofisticata la gestione dei tre differenziali (uno per assale più uno centrale).

#### Allestimenti e dotazioni
Al suo esordio, la X164 era disponibile in due livelli di allestimento, Chrome e Sport, disponibili indifferentemente con qualsiasi motorizzazione. 

In ogni caso, l'equipaggiamento di serie è molto ricco, come si conviene ad una vettura di lusso, nella cui versione più economica disponibile si va appena sotto i 74 000 Euro. La dotazione di serie comprendeva quindi: doppio airbag frontale, airbag laterali anteriori, airbag a tendina anteriori e posteriori, climatizzatore automatico trizona, impianto hi-fi, interni in pelle, inserti in radica di legno, attacchi Isofix, tetto panoramico nella zona posteriore, oltre a tutti i dispositivi elettronici già citati.

La versione Sport, poi, offre di serie anche il navigatore satellitare, mentre le versioni di punta comprendono anche i fari bi-xeno orientabili.

La lista optional, invece, prevede per tutta la gamma: airbag laterali posteriori, sistema Keyless-Go (avviamento tramite una speciale chiave elettronica), sintonizzatore TV, sistema con display per i passeggeri posteriori, sistema Pre-Safe (predispone la vettura alla massima protezione passiva possibile in caso di impatto imminente), poggiatesta anteriori attivi, sensori pressione pneumatici, telecamera per parcheggio, tettuccio apribile in cristallo.

### Evoluzione
La commercializzazione della X164 è stata avviata con la produzione che avveniva nella fabbrica DaimlerChrysler di Tuscaloosa, in Alabama (USA).
Per i due anni successivi al debutto non si ebbero variazioni di rilievo alla gamma della X164, mentre vi è stato un restyling nel 2009, che ha portato differenti migliorie, tra le quali l'introduzione nell'equipaggiamento di serie del sistema PRE-SAFE. Inoltre sono stati introdotti nuovi cerchi in lega (stavolta fino a 21 pollici di diametro), nuove luci diurne e fendinebbia. Per quanto riguarda le motorizzazioni, le due versioni a gasolio, GL 320 CDI e GL 420 CDI, vengono ribattezzate rispettivamente GL 350 CDI BlueEfficiency e GL 450 CDI, ma senza delle vere novità sul piano delle prestazioni. Contemporaneamente, la Casa tedesca introduce una nuova versione, la GL 350 BlueTEC, equipaggiata con nuovo motore diesel decisamente più "pulito", ed in grado di erogare 211 CV. Secondo la Casa, inoltre, questa versione è in grado di percorrere con un litro di gasolio una distanza maggiore del 20-30% rispetto a quella coperta dalla GL 350 CDI. 

Nel 2010, la GL 350 CDI BlueEfficiency vede il suo motore salire da 224 a 265 CV, un sensibile incremento di potenza più in linea con la nuova denominazione del modello. In alcuni mercati, come il nostro, sia la versione da 224 CV che quella da 265 CV vebgono mantenute simultaneamente in listino.

Nel 2011, la GL 450 CDI viene tolta di listino e contemporaneamente viene introdotto l'allestimento Grand Edition, disponibile per tutte le motorizzazioni rimaste a listino.

Nel 2012 la X164 è stata tolta di produzione, lasciando il posto alla seconda generazione del grosso SUV tedesco, siglata X166.

#### Riepilogo caratteristiche
Di seguito sono riportate le caratteristiche principali della GL X164:
| Mercedes-Benz X164                            |                                                               |                                                               |                                                               |                                                               |                                                               |                                                               |                                                               |                                                               |
| Modello                                       | GL 350 CDI BlueTEC                                            | GL 320 CDI                                                    | GL350 CDI BlueEfficiency                                      | GL350 CDI BlueEfficiency                                      | GL 420 CDI                                                    | GL 450 CDI                                                    | GL 450 V8                                                     | GL 500 V8                                                     |
| Anni di produzione                            | 2009-12                                                       | 2006-09                                                       | 2009-12                                                       | 2009-12                                                       | 2006-09                                                       | 2009-11                                                       | 2006-12                                                       | 2009-12                                                       |
| Motore                                        | OM642DE30LA                                                   | OM642DE30LA                                                   | OM642DE30LA                                                   | OM642DE30LA                                                   | OM629DE40LA                                                   | OM629DE40LA                                                   | M273KE46                                                      | M273KE55                                                      |
| Numero e disposizione dei cilindri            | V6                                                            | V6                                                            | V6                                                            | V6                                                            | V8                                                            | V8                                                            | V8                                                            | V8                                                            |
| Cilindrata (cm³)                              | 2.987                                                         | 2.987                                                         | 2.987                                                         | 2.987                                                         | 3.996                                                         | 3.996                                                         | 4.663                                                         | 5.461                                                         |
| Potenza nominale (kW [CV] a giri/min)         | 155 [211]/3.400                                               | 165 [224]/3.800                                               | 165 [224]/3.800                                               | 195 [265]/3.800                                               | 225 [306]/3.600                                               | 225 [306]/3.600                                               | 250 [340]/6.000                                               | 285 [388]/6.000                                               |
| Coppia nominale [Nm] a giri/min]              | 540/1.600–2.400                                               | 510/1.600–2.800                                               | 510/1.600–2.800                                               | 620/1.600-2.400                                               | 700/2.200–2.600                                               | 700/2.200–2.600                                               | 460/2.700–5.000                                               | 530/2.800–4.800                                               |
| Rapporto di compressione                      | 16,5:1                                                        | 17,7:1                                                        | 17,7:1                                                        | 15.5:1                                                        | 17,0:1                                                        | 17,0:1                                                        | 10,7:1                                                        | 10,7:1                                                        |
| Accelerazione 0 – 100 km/h (s)                | 9"6                                                           | 9"5                                                           | 9"5                                                           | 7"9                                                           | 7"6                                                           | 7"6                                                           | 7"2                                                           | 6"5                                                           |
| Velocità massima (km/h)                       | 210                                                           | 210                                                           | 210                                                           | 225                                                           | 230                                                           | 230                                                           | 235                                                           | 240, limitata elettronicamente                                |
| Trazione                                      | Trazione integrale con sistema di gestione elettronica (4ETS) | Trazione integrale con sistema di gestione elettronica (4ETS) | Trazione integrale con sistema di gestione elettronica (4ETS) | Trazione integrale con sistema di gestione elettronica (4ETS) | Trazione integrale con sistema di gestione elettronica (4ETS) | Trazione integrale con sistema di gestione elettronica (4ETS) | Trazione integrale con sistema di gestione elettronica (4ETS) | Trazione integrale con sistema di gestione elettronica (4ETS) |
| Cambio                                        | Cambio automatico 7G-TRONIC                                   | Cambio automatico 7G-TRONIC                                   | Cambio automatico 7G-TRONIC                                   | Cambio automatico 7G-TRONIC                                   | Cambio automatico 7G-TRONIC                                   | Cambio automatico 7G-TRONIC                                   | Cambio automatico 7G-TRONIC                                   | Cambio automatico 7G-TRONIC                                   |
| Rapporti di trasmissione cambio automatico    | 4,38/ 2,86/ 1,92/ 1,37/ 1,00/ 0,82/ 0,73/ R1 3,42/ R2 2,23    | 4,38/ 2,86/ 1,92/ 1,37/ 1,00/ 0,82/ 0,73/ R1 3,42/ R2 2,23    | 4,38/ 2,86/ 1,92/ 1,37/ 1,00/ 0,82/ 0,73/ R1 3,42/ R2 2,23    | 4,38/ 2,86/ 1,92/ 1,37/ 1,00/ 0,82/ 0,73/ R1 3,42/ R2 2,23    | 4,38/ 2,86/ 1,92/ 1,37/ 1,00/ 0,82/ 0,73/ R1 3,42/ R2 2,23    | 4,38/ 2,86/ 1,92/ 1,37/ 1,00/ 0,82/ 0,73/ R1 3,42/ R2 2,23    | 4,38/ 2,86/ 1,92/ 1,37/ 1,00/ 0,82/ 0,73/ R1 3,42/ R2 2,23    | 4,38/ 2,86/ 1,92/ 1,37/ 1,00/ 0,82/ 0,73/ R1 3,42/ R2 2,23    |
| Rapporto di trasmissione al ponte             | 3,45                                                          | 3,45                                                          | 3,45                                                          | /                                                             | 3,09                                                          | 3,09                                                          | 3,7                                                           | 3,7                                                           |
| Capacità serbatoio/di cui riserva (l)         | 100/13                                                        | 100/13                                                        | 100/13                                                        | 100/13                                                        | 100/13                                                        | 100/13                                                        | 100/13                                                        | 100/13                                                        |
| Consumi ciclo urbano (l/100 km)               | 12,1–12,2                                                     | 12,3–12,9                                                     | 12,3–12,9                                                     | 11,2                                                          | 15,6–16,0                                                     | 15,6–16,0                                                     | 18,0–18,2                                                     | 18,4–18,6                                                     |
| Consumi ciclo extraurbano (l/100 km)          | 7,2–7,5                                                       | 8,2–8,3                                                       | 8,2–8,3                                                       | 7,7                                                           | 9,2–9,4                                                       | 9,2–9,4                                                       | 10,3–10,5                                                     | 10,4–10,6                                                     |
| Consumi ciclo combinato (l/100 km)            | 9,0–9,3                                                       | 9,7–10,0                                                      | 9,7–10,0                                                      | 9,0                                                           | 11,6–11,8                                                     | 11,6–11,8                                                     | 13,1–13,3                                                     | 13,3–13,5                                                     |
| Emissioni di CO2 (g/km) ciclo combinato       | 239-244                                                       | 257–264                                                       | 257–264                                                       | 238                                                           | 307–313                                                       | 307–313                                                       | 312–317                                                       | 317–322                                                       |
| Valore di Cx                                  | 0,36                                                          | 0,36                                                          | 0,36                                                          | 0,36                                                          | 0,37                                                          | 0,37                                                          | 0,37                                                          | 0,37                                                          |
| Categoria di emissioni                        | Euro 6                                                        | Euro 4                                                        | Euro 4                                                        | Euro 5                                                        | Euro 4                                                        | Euro 4                                                        | Euro 5                                                        | Euro 5                                                        |
| Avantreno                                     | Doppi bracci trasversali                                      | Doppi bracci trasversali                                      | Doppi bracci trasversali                                      | Doppi bracci trasversali                                      | Doppi bracci trasversali                                      | Doppi bracci trasversali                                      | Doppi bracci trasversali                                      | Doppi bracci trasversali                                      |
| Retrotreno                                    | A 4 bracci                                                    | A 4 bracci                                                    | A 4 bracci                                                    | A 4 bracci                                                    | A 4 bracci                                                    | A 4 bracci                                                    | A 4 bracci                                                    | A 4 bracci                                                    |
| Sospensioni anteriori/posteriori              | AIRMATIC/ sospensioni pneumatiche adattive                    | AIRMATIC/ sospensioni pneumatiche adattive                    | AIRMATIC/ sospensioni pneumatiche adattive                    | AIRMATIC/ sospensioni pneumatiche adattive                    | AIRMATIC/ sospensioni pneumatiche adattive                    | AIRMATIC/ sospensioni pneumatiche adattive                    | AIRMATIC/ sospensioni pneumatiche adattive                    | AIRMATIC/ sospensioni pneumatiche adattive                    |
| Pneumatici anteriori                          | 275/55 R 19 V                                                 | 275/55 R 19 V                                                 | 275/55 R 19 V                                                 | 275/55 R 19 V                                                 | 275/55 R 19 V                                                 | 275/55 R 19 V                                                 | 275/55 R 19 V                                                 | 275/55 R 19 V                                                 |
| Pneumatici posteriori                         | 275/55 R 19 V                                                 | 275/55 R 19 V                                                 | 275/55 R 19 V                                                 | 275/55 R 19 V                                                 | 275/55 R 19 V                                                 | 275/55 R 19 V                                                 | 275/55 R 19 V                                                 | 275/55 R 19 V                                                 |
| Sterzo                                        | Sterzo a cremagliera, idraulico                               | Sterzo a cremagliera, idraulico                               | Sterzo a cremagliera, idraulico                               | Sterzo a cremagliera, idraulico                               | Sterzo a cremagliera, idraulico                               | Sterzo a cremagliera, idraulico                               | Sterzo a cremagliera, idraulico                               | Sterzo a cremagliera, idraulico                               |
| Freni anteriori                               | Freni a disco, autoventilanti                                 | Freni a disco, autoventilanti                                 | Freni a disco, autoventilanti                                 | Freni a disco, autoventilanti                                 | Freni a disco, autoventilanti                                 | Freni a disco, autoventilanti                                 | Freni a disco, autoventilanti                                 | Freni a disco, autoventilanti                                 |
| Freni posteriori                              | Freni a disco, autoventilanti                                 | Freni a disco, autoventilanti                                 | Freni a disco, autoventilanti                                 | Freni a disco, autoventilanti                                 | Freni a disco, autoventilanti                                 | Freni a disco, autoventilanti                                 | Freni a disco, autoventilanti                                 | Freni a disco, autoventilanti                                 |
| Peso a vuoto/carico utile (kg)                | 2.470/700                                                     | 2.375/700                                                     | 2.430/700                                                     | 2.430/700                                                     | 2.475/700                                                     | 2.475/700                                                     | 2.430/720                                                     | 2.445/705                                                     |
| Peso totale ammesso (kg)                      | 3.150                                                         | 3.150                                                         | 3.150                                                         | 3.150                                                         | 3.250                                                         | 3.250                                                         | 3.150                                                         | 3.150                                                         |
| Carico massimo sul tetto (kg)                 | 90                                                            | 90                                                            | 90                                                            | 90                                                            | 90                                                            | 90                                                            | 90                                                            | 90                                                            |
| Volume bagagliaio (VDA) (l)                   | 620–2.300                                                     | 620–2.300                                                     | 620–2.300                                                     | 620–2.300                                                     | 620–2.300                                                     | 620–2.300                                                     | 620–2.300                                                     | 620–2.300                                                     |
| Diametro di volta (m)                         | 12,1                                                          | 12,1                                                          | 12,1                                                          | 12,1                                                          | 12,1                                                          | 12,1                                                          | 12,1                                                          | 12,1                                                          |
| Carico rimorchiabile frenato/non frenato (kg) | 750/3.500                                                     | 750/3.500                                                     | 750/3.500                                                     | 750/3.500                                                     | 750/3.500                                                     | 750/3.500                                                     | 750/3.500                                                     | 750/3.500                                                     |